# Imperativo moral
Se denomina imperativo moral en el ámbito de la filosofía a aquella obligación que una persona se impone a sí misma en cuanto a temas éticos. Un imperativo siempre adopta la forma «obligación de hacer algo» y es un concepto utilizado en el ámbito de la ética y en la filosofía moral. En este sentido, un imperativo es una forma de enunciado prescriptivo, que establece la necesidad de realizar una determinada acción. 
Según el pensamiento filosófico de Kant, el imperativo categórico es aquel mandamiento autónomo y autosuficiente que regula el comportamiento de las personas en sus diversas manifestaciones.